# 大崎市立川渡小学校
大崎市立川渡小学校（おおさきしりつ かわたびしょうがっこう）は宮城県大崎市にあった公立小学校。

## 概要
- 大崎市鳴子温泉地区東部の川渡地区が学区となっていた。

## 沿革
- 1873年（明治6年） - 大口小学校鳴子分校として開校
- 1878年（明治11年） - 大口小学校名生定分校が開校
- 1941年（昭和16年）4月1日 - 川渡国民学校に改称
- 1947年（昭和22年）4月1日 - 川渡村立川渡小学校に改称
- 1954年（昭和29年）4月1日 - 町村合併で鳴子町立川渡小学校に改称
- 2006年（平成18年）3月31日 - 新設合併により大崎市立鳴子小学校に改称
- 2025年（令和7年）2月15日 - 閉校式
- 2025年（令和7年）3月31日 - 鳴子温泉地区の鳴子中学校、鳴子小学校、鬼首小学校と統合して小中一貫校の大崎市立鳴子小中学校が開校に伴い,閉校[1][2]

## 教育目標
- 故郷を愛し 夢と志をもって未来を拓く 心豊かな子供の育成

### 目指す子供の姿
- やさしく （徳） 誠実で思いやりのある子供
- かしこく （知） 自ら学び深く考える子供
- たくましく（体） ねばり強くやり遂げる子供

## 通学区域
出典：
- 石ノ梅，沢，向山，川渡，上川原，鍛冶谷沢，南野際，北野際，黒崎，小身川原，上原

## 進学先中学校
- 公立学校は、大崎市立鳴子中学校へ進学する[3]。